# Tituly a vyznamenání Matthewa Festinga

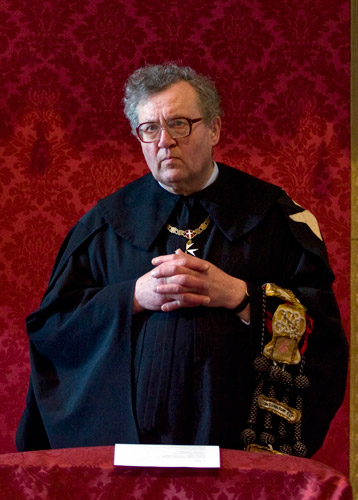
Matthew Festing v řádovém rouchu

Jeho Výsost a Eminence Fra Matthew Festing, kníže a velmistr Suverénního vojenského hospitálního řádu sv. Jana v Jeruzalémě, na Rhodu a na Maltě, obdržel řadu medailí a řádů.

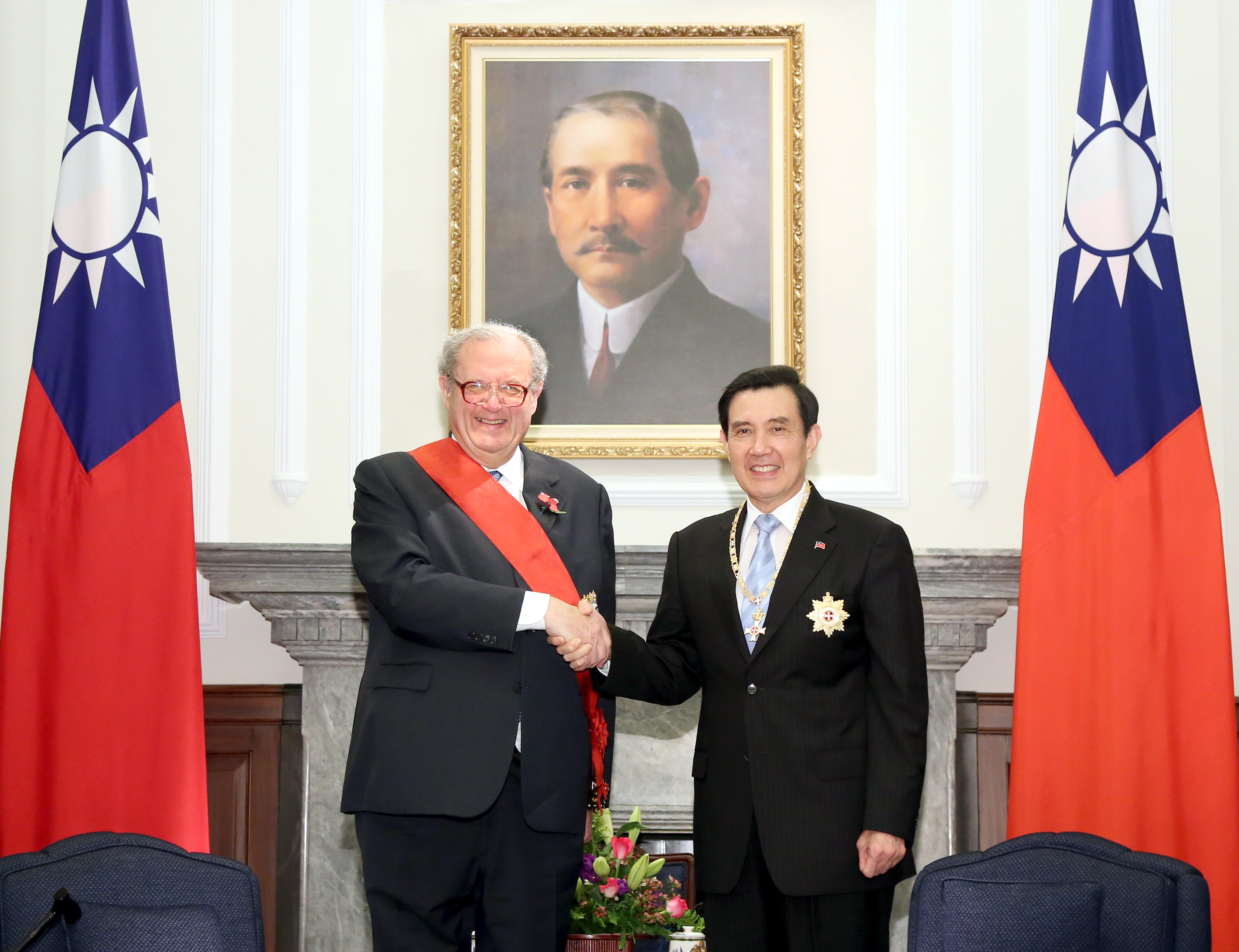
M. Festing s šerpou Řádu jasného nefritu

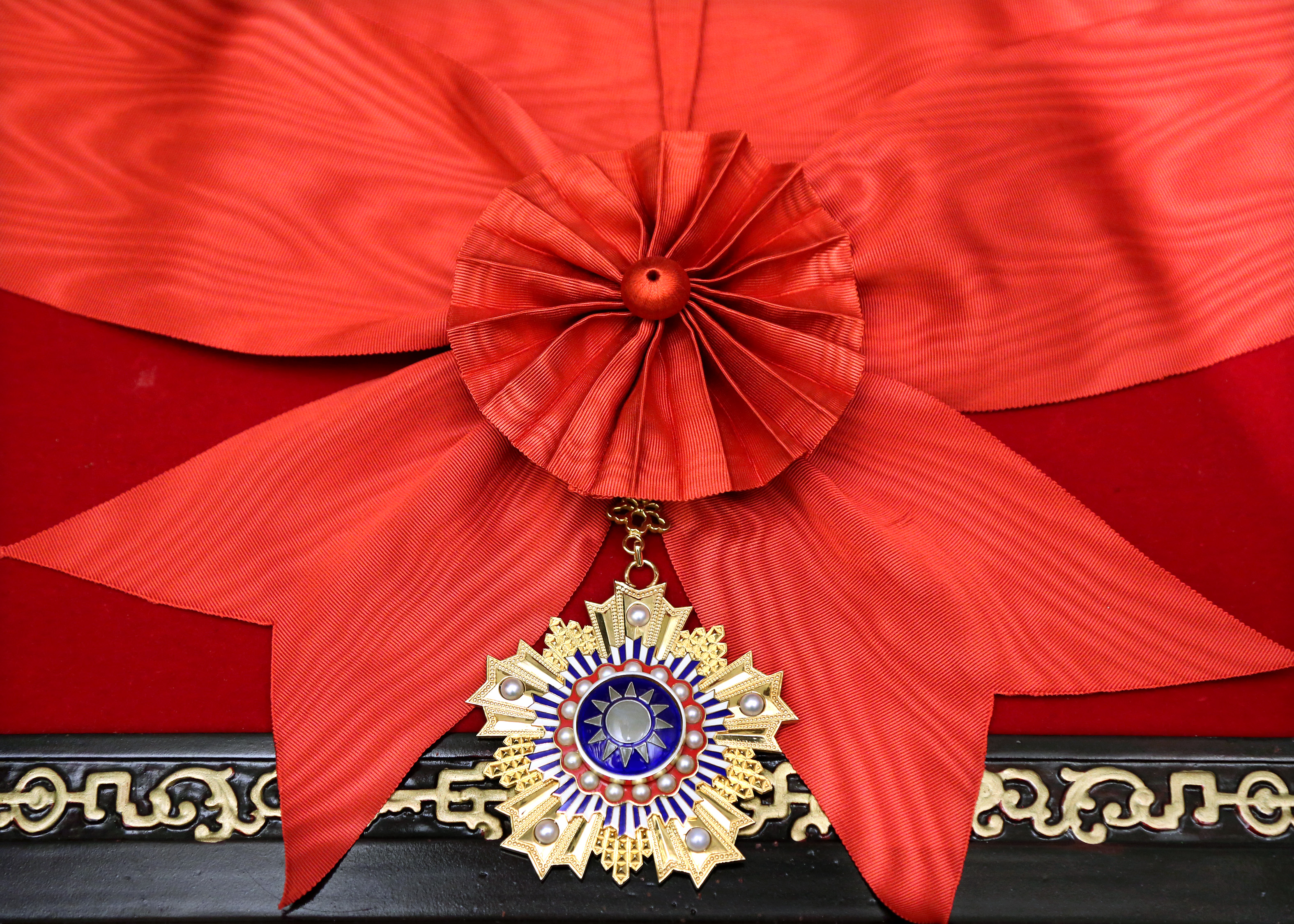
Řád jasného nefritu udělený M. Festingovi

## Vyznamenání

### Maltézská vyznamenání

Erb Matthewa Festinga jakožto rytíře Řádu Isabely Katolické

- velmistr Suverénního řádu maltézských rytířů – březen 2008
- řetěz Maltézského záslužného řádu, vojenská divize – březen 2008
- Pamětní jubilejní medaile – 2000
- Pamětní medaile na zemětřesení v Abruzzu – 2009
- Pamětní medaile 900 let Maltézského řádu – únor 2013

### Zahraniční vyznamenání
- Albánie
  -  Řád národního praporu – 2015 – udělil prezident Bujar Nishani[1]
- Arménie
  -  Řád slávy – 24. října 2016 – udělil prezident Serž Sarkisjan[2]
- Bulharsko
  -  Řád Stará planina – 2009 – udělil prezident Georgi Parvanov[3]
- Filipíny
  -  řetěz Řádu Sikatuna – 3. března 2015[4]
- Chorvatsko
  -  Velký řád krále Tomislava – 12. října 2008 – udělil prezident Stjepan Mesić za mimořádný přínos k poskytování lékařské a humanitární pomoci během občanské války a za podporu přátelství a spolupráce mezi Chorvatskem a maltézským řádem[5]
- Itálie
  -  velkokříž s řetězem Řádu zásluh o Italskou republiku – 27. října 2008[6]
- Kostarika
  -  rytíř Národního řádu Juana Mory Fernándeze – 2013
- Kypr
  -  řetěz Řádu Makaria III. – 2015[7]
- Litva
  -  velkokříž Řádu Vitolda Velikého se zlatým řetězem – 28. října 2015[8]
- Lotyšsko
  -  velkokříž Řádu tří hvězd – 14. října 2008 – udělil prezident Valdis Zatlers[9]
- Maďarsko
  -  velkokříž s řetězem Záslužného řádu Maďarské republiky – 6. února 2009[10]
- Moldavsko
  -  Řád republiky – 2014
- Monako
  -  velkokříž Řádu svatého Karla – 14. října 2009 – udělil kníže Albert II. Monacký[11]
- Panama
  -  řetěz Řádu Manuela Amadora Guerrera – 24. února 2016[12]
- Polsko
  -  velkokříž Řádu za zásluhy Polské republiky – 18. května 2009 – udělil prezident Lech Kaczyński[13]
- Portugalsko
  -  řetěz Řádu svatého Jakuba od meče – 23. listopadu 2010[14]
- Rakousko
  -  velkohvězda Čestného odznaku Za zásluhy o Rakouskou republiku – 2012[15]
- Rumunsko
  -  řetěz Řádu rumunské hvězdy – 6. září 2008[16]
- Salvador
  -  velkokříž Řádu José Matíase Delgada – 2016
- Slovinsko
  -  Řád za mimořádné zásluhy – 21. srpna 2015 – udělil prezident Borut Pahor při příležitosti 25. výročí navázání diplomatických vztahů mezi Slovinskem a Suverénním vojenským hospitálním řádem sv. Jana v Jeruzalémě, na Rhodu a na Maltě za neocenitelný přínos řádu do mozaiky globální humanitární činnosti, kterou vykonává a také jakožto stálému pozorovateli OSN a za humanitární pomoc, kterou poskytl Slovinsku během uprchlické krize[17][18]
- Spojené království
  -  důstojník Řádu britského impéria – 12. června 1998
  -  Bailiho velký kříž Nejctihodnějšího řádu svatého Jana Jeruzalémského – 5. května 2009
  -  Teritoriální vyznamenání – 1991[19]
- Španělsko
  -  velkokříž s řetězem Řádu Isabely Katolické – 31. července 2015 – udělil král Filip VI. Španělský[20]
- Tchaj-wan
  -  velkostuha Řádu jasného nefritu – 5. listopadu 2015[21]

### Dynastická vyznamenání
- Bailiffův velkokříž Konstantinova řádu svatého Jiří – Bourbon-Obojí Sicílie, 2010[22]

- rytíř velkokříže Konstantinova řádu svatého Jiří – Bourbon-Obojí Sicílie, 1994[22]
- rytíř Konstantinova řádu svatého Jiří – Bourbon-Obojí Sicílie, 1991[22]
- rytíř Řádu svatého Januaria – Bourbon-Obojí Sicílie, 2010[22]
- Řád sv. Štěpána, papeže a mučedníka

## Čestná občanství
- čestný občan Rapalla – 18. září 2008
- čestný občan Vittoriosy

## Akademické tituly
- Litterarum humanarum doctor na Katolické americké univerzitě – 10. října 2009